# Azemilc
Azemilc (en llatí Azemilcus, en grec antic Ἀζέμιλκος) va ser rei de Tir.
Va servir a la flota persa sota el comandament d'Autofradates, en el temps que el rei Alexandre el Gran va arribar a Tir, l'any 332 aC i en va començar el Setge. Era a la ciutat quan Alexandre la va conquerir, que tot i la resistència, li va perdonar la vida però va perdre el tron, diu Flavi Arrià.